# M3 (公司)
M3（日语：エムスリー株式会社，東證1部：2413）是一家日本網路公司，運行以醫療從事者為對象的網站「m3.com」。該公司也是索尼的關係企業之一。在2017年，該公司被美國福布斯雜誌評為世界第五位的革新企業（在日本企業中排名第一）。M3於2004年在東京證券交易所上市。公司名稱取自於Medicine（医療）、Media（媒體）・Metamorphosis（変變革）三詞的首字母。

## 外部連結
- エムスリー （页面存档备份，存于）
- 医師・医療従事者向け医療情報専門サイト m3.com （页面存档备份，存于）
- 医師に相談できるQ&Aサイト　アスクドクターズ （页面存档备份，存于）